# 5995 Saint-Aignan
5995 Saint-Aignan è un asteroide della fascia principale. Scoperto nel 1982, presenta un'orbita caratterizzata da un semiasse maggiore pari a 2,5938476 UA e da un'eccentricità di 0,2605247, inclinata di 12,23681° rispetto all'eclittica.